# Josef Kalt
Josef Kalt (20 de septiembre de 1920-21 de febrero de 2012) fue un deportista suizo que compitió en remo. Fue hermano del también remero Hans Kalt.
Participó en los Juegos Olímpicos de Londres 1948, obteniendo una medalla de plata en la prueba de dos sin timonel.

## Palmarés internacional
| Juegos Olímpicos | Juegos Olímpicos      | Juegos Olímpicos | Juegos Olímpicos |
| Año              | Lugar                 | Medalla          | Prueba           |
| ---------------- | --------------------- | ---------------- | ---------------- |
| 1948             | Londres (Reino Unido) | Medalla de plata | Dos sin timonel  |